# Гатфілд (Арканзас)
Гатфілд (англ. Hatfield) — місто (англ. town) в США, в окрузі Полк штату Арканзас. Населення — 345 осіб (2020).

## Географія
Гатфілд розташований за координатами 34°29′4″ пн. ш. 94°22′48″ зх. д. / 34.48444° пн. ш. 94.38000° зх. д. (34.484507, -94.379910).  За даними Бюро перепису населення США в 2010 році місто мало площу 3,44 км², з яких 3,39 км² — суходіл та 0,05 км² — водойми.

## Демографія
Згідно з переписом 2010 року, у місті мешкало 413 осіб у 162 домогосподарствах у складі 115 родин. Густота населення становила 120 осіб/км².  Було 188 помешкань (55/км²). 
Расовий склад населення:
| - 92,5 % — білих - 1,7 % — корінних американців - 0,2 % — чорних або афроамериканців - 3,9 % — осіб інших рас |

До двох чи більше рас належало 1,7 %. Іспаномовні складали 5,6 % від усіх жителів.
За віковим діапазоном населення розподілялося таким чином: 25,7 % — особи молодші 18 років, 58,3 % — особи у віці 18—64 років, 16,0 % — особи у віці 65 років та старші. Медіана віку мешканця становила 39,5 року. На 100 осіб жіночої статі у місті припадало 92,1 чоловіків;  на 100 жінок у віці від 18 років та старших — 93,1 чоловіків також старших 18 років.
Середній дохід на одне домашнє господарство  становив 34 169 доларів США (медіана — 20 323), а середній дохід на одну сім'ю — 42 016 доларів (медіана — 22 037). Медіана доходів становила 27 344 долари для чоловіків та 32 813 долари для жінок. За межею бідності перебувало 47,7 % осіб, у тому числі 70,1 % дітей у віці до 18 років та 21,9 % осіб у віці 65 років та старших.
Цивільне працевлаштоване населення становило 151 осіб. Основні галузі зайнятості: виробництво — 18,5 %, роздрібна торгівля — 13,2 %, мистецтво, розваги та відпочинок — 12,6 %.